# Fama (Minas Gerais)
Fama est une municipalité brésilienne de l'État du Minas Gerais et la Microrégion d'Alfenas.